# Havli offenzíva
A havli offenzíva a Szír Demokraikus Erők által indított támadás volt a szíriai polgárháborúban, amelynek célja az ISIL kezén lévő Havl stratégiai fontosságú városának és környékének visszafoglalása volt. Az offenzíva három külön helyszínen egymástól elszigetelten zajlott: Havl, Tell Brak és a déli Haszaka városokban és környékükön.

## Az offenzíva
Az offenzívát 2015. október 31-én indították. Első hetében az SDF Havl térségében és Haszaktól délkeletre több falut és más kisebb állásokat foglalt el az ISIL-től, Erre válaszul az ISIL több autóba rejtett pokolgépet robbantott fel. Ezek egyike az SDF egyik konvojának több tucat harcosát sebesítette, illetve ölte meg. A héten meghalt az SDF egyik kanadai tagja is. Az első jelentések szerint az egyik ostromlott farmon az ISIL egyik öngyilkos merénylője végzett vele. Végül azt közölték, hogy egy golyó eltalálta a csípőjénél, és az emiatt kialakult vérveszteség miatt vesztette életét. A héten az ISIL egyik dagesztáni vezetője is meghalt. Az SDF azt közölte, hogy az offenzíva megindítása óta 12 újabb falut elfoglaltak. November 6-án az ISIL megszerezte Nazilah falu környékét, amelybe beletartozott a Tishreen Olajmező is.
A második hét elején az SDF elfoglalta a Haszaka–Al-Shaddadi út egy részét, és két falut is visszafoglalt az ISIL-től. Addig az SDF 36 falut, 350 km² területet foglalt vissza, és megölte az ISIL 178 harcosát. Két nappal később az SDF elfoglalt az ISIL-től egy hegyet, és megszerezte két járművét.
November 11-én az SDF tovább folytatta a harcot, és elfoglalta a Havltól északkeletre fekvő Al-Khatuniyaht, és közben sikereket ért el Haszaka keleti külterületei közelében is. Az összecsapásokban legalább hét SDF-harcos esett el. A következő két nap során az SDF két falut és egy fegyverraktárat szerzett meg az ISIL-től, miközben az amerikai légitámadások 14 iszlamistát öltek meg.
November 14-én az SDF seregei megszállták Havlt, több tucat ISIL-harcost megöltek, és jelentős mennyiségű hátrahagyott fegyvert és lőszert zsákmányoltak.
November 14–én az SDF seregei három falut elfoglaltak az Abdulaziz-hegy környékén, és további területeket szereztek meg a Tishreen Olajmezőn, miközben az ISIL egy autóba rejtett pokolgépet robbantott fel Havl közelében. Másnap az ISIL négy, az SDF egy tagját ölték meg, és aznap egy újabb pokolgépet robbantottak. November 15-én az SDF elfoglalta Abu Hajirat Khuatanat, Khuwaytilaht és a havli gabonatárolót. Így már megnyílt az út az addig elzárt, az ISIL ellenőrzése alatt álló terület megszerzése előtt is Havltól északnyugatra. A következő napon az SDF fharcosai elfoglalták az Al-Hawl olajmezőt.
November 16-ig az SDF seregei majdnem 200 falut elfoglaltak, és megszereztek 1362 km² területet. Az SDF szerint a hadműveletben az ISIL 493, az SDF 33 harcosa és négy civil vesztette életét.

## Lásd még
- 2015. novemberi szindzsári offenzíva
- Haszakai offenzíva (2015. május)
- Szarini csata (2015. június–július)
- Haszakai csata (2015. június–augusztus)

## Külső hivatkozások
- A havli offenzíva térképeken

Koordináták: é. sz. 36,3899°, k. h. 41,1477°36.389900°N 41.147700°E